# Rosalie Rendu
Rosalie Rendu, al secolo Jeanne Marie Rendu (Confort, 9 settembre 1786 – Parigi, 7 febbraio 1856), è stata una religiosa francese appartenente alla congregazione delle Figlie della carità di San Vincenzo de' Paoli. Nel 2003 fu proclamata beata dal papa Giovanni Paolo II.

## Biografia
Figlia primogenita di agiati coltivatori, ebbe come padrino, per procura, Jacques Émery, amico di famiglia e futuro superiore generale dei sulpiziani a Parigi. Aveva tre anni quando si scatenò la rivoluzione francese. La casa della famiglia Rendu divenne allora un rifugio per monsignor Joseph-Marie Paget, ultimo vescovo di Ginevra e per alcuni preti "refrattari" alla Costituzione civile del clero. Ella ricevette la sua Prima comunione di notte, nella cantina di casa propria, al lume di candela. All'età di dieci anni perse il padre (12 maggio 1796) e il 19 luglio successivo anche la sorella più piccola, nata da appena quattro mesi.
Lasciò la famiglia all'età di tredici anni per entrare in una casa delle suore orsoline a Gex, ove apprese le arti domestiche. Una nota del processo di beatificazione dice:
(Dal processo di beatificazione di suor Rosalie Rendu)
Ella vi scopre l'ospedale ove le suore Figlie della Carità garantiscono le cure agli ammalati e dove un soggiorno le consentì di capire quale fosse la sua vera vocazione.
Ella entrò in un noviziato delle Figlie della Carità all'età di sedici anni, il 25 maggio 1802, ove pronunciò i suoi voti cinque anni dopo. Fu inviata molto presto nel quartiere di rue Mouffetard, a fianco della chiesa di San Medardo, ove rimase 54 anni al servizio di tutti i poveri del quartiere, affrontando i moti e le rivoluzioni.
Nel 1815 suor Rosalie divenne la superiora della comunità e i suoi superiori le affidarono i postulanti e le giovani suore, affinché provvedesse alla loro formazione.
All'età di 47 anni, verso il 1833, incontrò Federico Ozanam e partecipò con lui alla creazione della Società di San Vincenzo de' Paoli.
Nel 1852 Napoleone III la nominò cavaliere della Legion d'onore : lei si era preparata a rifiutare ma i suoi superiori dei Preti e delle Figlie della Carità la obbligarono ad accettare.
Morì nel 1856, all'età di 69 anni, nel suo domicilio di rue de l'Épée-de-Bois, dopo una breve malattia. Dopo la celebrazione delle esequie nella chiesa di San Medardo, la sua parrocchia, una folla immensa e commossa seguì le sue spoglie fino al cimitero di Montparnasse.
(Le Moniteur universel)

## Attività caritativa
Suor Rosalie era al centro del movimento di carità che caratterizzò Parigi e la Francia nella prima metà del XIX secolo.
Il quartiere della rue Mouffetard era allora uno dei luoghi più poveri di Parigi. Le devastazioni di un liberalismo economico arbitrario e trionfante sotto la restaurazione e poi sotto la monarchia di luglio accentuarono la miseria dei diseredati. Per venire in aiuto a coloro che soffrivano, suor Rosalia aprì un dispensario, una farmacia, una scuola, un orfanotrofio, un nido d'infanzia, un patronato per le giovani operaie, una casa di riposo per gli anziani privi di risorse…
Durante i giorni dei moti del luglio 1830 e del febbraio 1848 (quando monsignor Affre, arcivescovo di Parigi, fu ucciso mentre cercava di interporsi fra i combattenti), suor Rosalie salì sulle barricate per soccorrere i combattenti feriti, quale che fosse la loro parte. Senz'alcuna paura ella rischiò la sua vita nell'affrontare la situazione. Il suo coraggio e il suo spirito di libertà provocarono grande ammirazione. Durante gli anni, di fronte agli uomini che si affrontavano, il suo motto fu: 

### Citazione
Ella diede a una delle sue suore in difficoltà questo consiglio che era il segreto della sua vita:

## Omaggi postumi

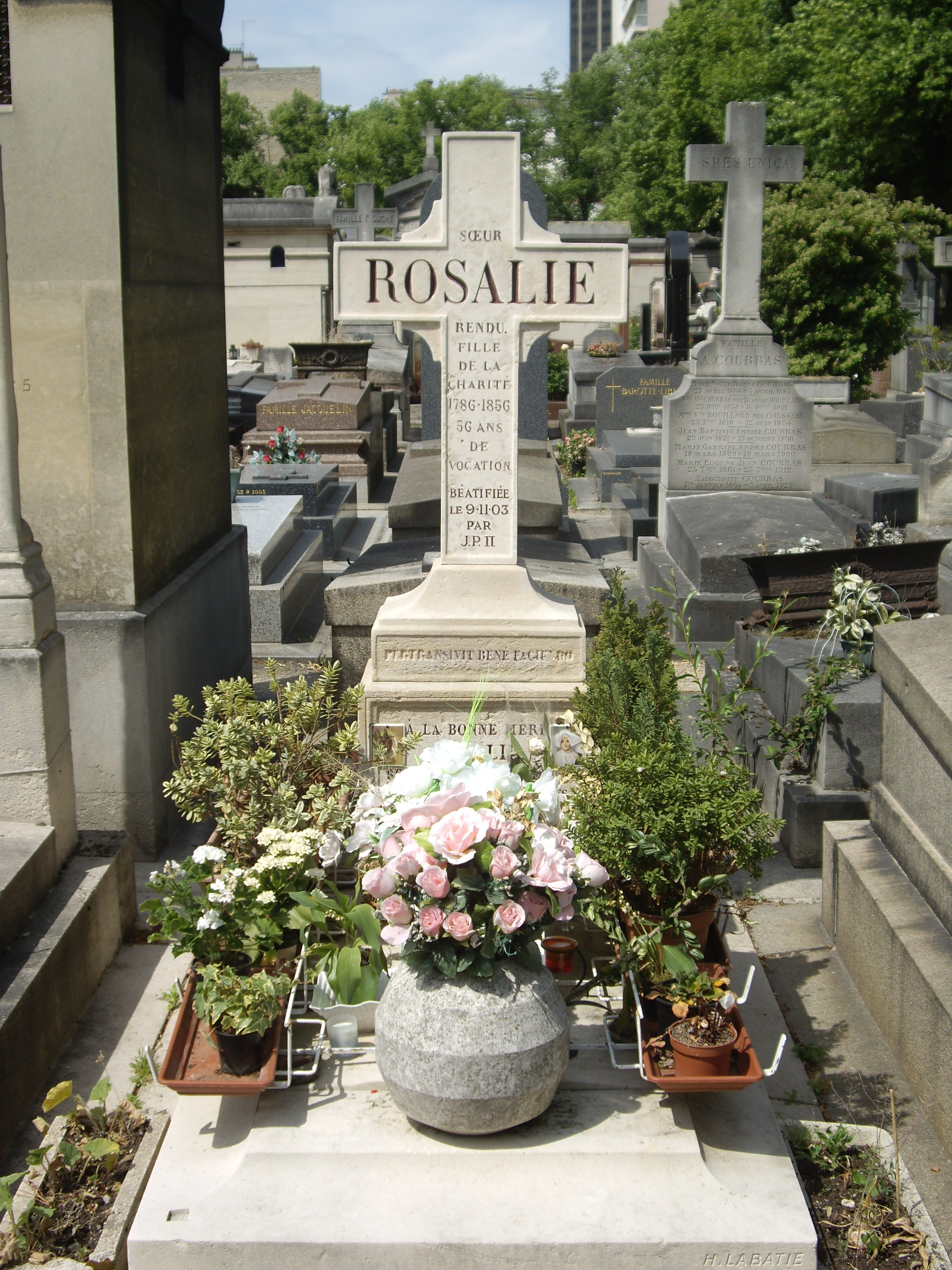
Tomba di Suor Rosalie.

Alla sua morte molti articoli della stampa, provenienti da giornali di tutte le tendenze testimoniarono l'ammirazione unanime che suor Rosalia aveva suscitato. Le Constitutionnel, giornale della sinistra anticlericale, non esitò a commentare:
(Le Constitutionnel in occasione del decesso di suor Rosalia)
Ella è stata beatificata da papa Giovanni Paolo II il 9 novembre 2003 e la sua ricorrenza cade il 7 febbraio.

### Altro
- L’avenue de la Sœur-Rosalie porta il suo nome a Parigi, dietro la Place d'Italie[2].
- Ella è citata nel cinquantaduesimo dei 480 souvenirs menzionati da Georges Perec nel suo Je me souviens.